# Càsting de sofà

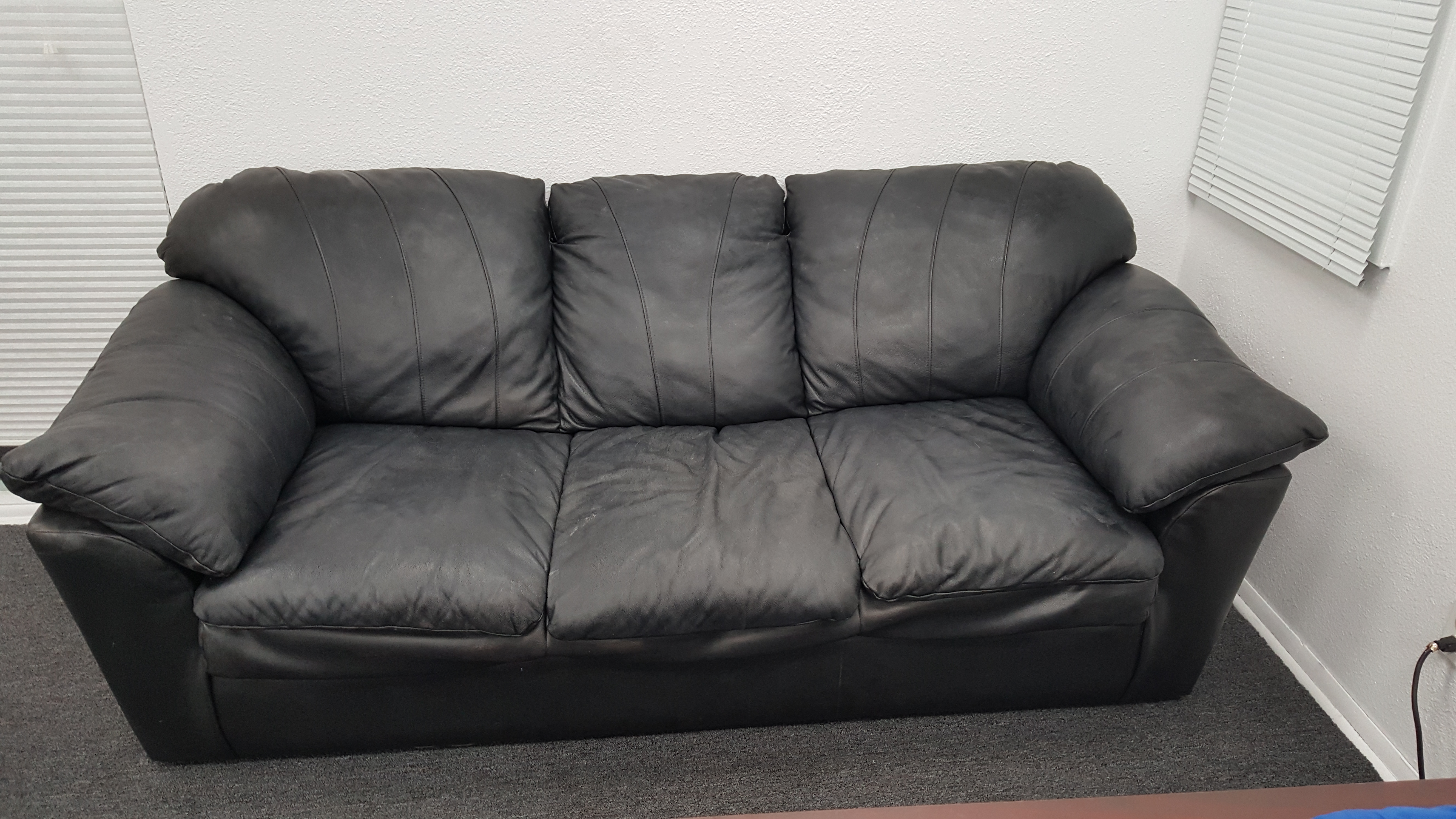
Un sofà de càsting físic al plató de rodatge del lloc web de pornografia Backroom Casting Couch

El casting de sofà (en anglès casting couch) és un eufemisme per a la pràctica de sol·licitar favors sexuals d'un candidat a una feina a canvi d'ocupació a la indústria de l'entreteniment, principalment papers d'actuació. La pràctica és il·legal. Els director de càsting i productors predominantment masculins utilitzen el càsting de sofà per extreure sexe dels aspirants a actors a Hollywood, Bollywood, Broadway, i altres segments de la indústria. El terme càsting de sofà originalment es referia als sofàs físices al Càsting, però ara és un metònim per al fenomen en conjunt. Les representacions de trobades sexuals al càsting també de sofà s'han convertit en un gènere de la pornografia.

## Legalitat
El càsting de sofà és il·legal segons la Llei dels Estats Units i la Llei de Califòrnia. Als Estats Units, la majoria de les demandes relacionats amb la pràctica acaven amb avinença, donant lloc a una manca de jurisprudència.

## Etimologia
A The Atlantic, el lingüista Ben Zimmer va descriure el càsting de sofàcom "un metònim per a la política sexual esbiaixada del show business", que ha estat normalitzada en un clixé a causa de la prevalença d'homes sexualment agressius amb posicions d'autoritat al cinema de Hollywood i al teatre de Broadway.

## Economia
Segons els economistes Thomas Borcherding i Darren Filson, l'alt risc i rendiment al cinema de Hollywood fomenten el fenomen del càsting. La possibilitat d'alts rendiments incentiva els actors no establerts a acceptar salaris mínims a canvi de papers. Amb l'excepció d'uns quants actors molt talentosos, els productors no poden avaluar l'aptitud de la gran majoria d'actors qualificats a causa de la incertesa. Com a resultat, alguns actors donen favors sexuals als productors per obtenir un avantatge percebut en el càsting; el càsting de sofà funciona com un contrapagament que redueix efectivament els seus salaris. Això crea un conflicte d'interessos en què els productors corruptes substitueixen l'aptitud (una variable no quantificable) per l'activitat sexual en la presa de decisions.
Els actors que es presenten al càsting de sofà no tenen papers garantits, ja que hi ha una gran quantitat d'actors que participen en la pràctica. La decisió d'un actor d'oferir sexe és comparable al dilema del presoner, i es tradueix en una tragèdia dels comuns en què el sexe és necessari per obtenir papers cinematogràfics dels productors que ho demanen, però no ofereixen un avantatge respecte a altres actors que ofereixen favors sexuals. Si la prestació de relacions sexuals fos voluntària i es fes amb el consentiment de totes les parts, el càsting de sofà seria un intercanvi quid pro quo i un crim sense víctima. Tanmateix, la pràctica és il·legal als Estats Units i probablement impliqui algun grau d'explotació sexual o assetjament sexual. Els actors que no participen al càsting de sofà estan subjectes a externalitats, inclosa la ocupabilitat reduïda.
Borcherding i Filson argumenten que el càsting de sofà es va tornar menys destacat després que el sistema d'estudis d'Hollywood, que feia complir els contractes de treball a llarg termini per als actors, fos eliminat per motius antimonopoli a United States v. Paramount Pictures, Inc. (1948). Els contractes a llarg termini van donar als productors un poder de negociació més fort, que va ser utilitzat pels productors corruptes per extreure sexe dels actors amb més eficàcia.

## Pornografia

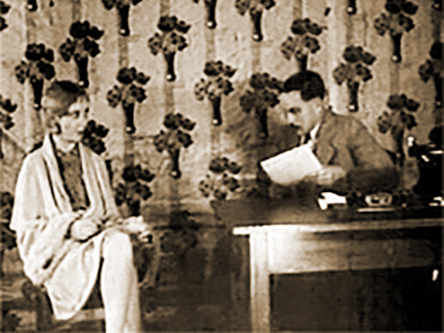
Una actriu i un director de càsting a The Casting Couch (c. 1924)

The Casting Couch ( 1924), un títol clàssic gènere dels stag film, era una primera representació del càsting de sofà com un trop pornogràfic que més tard es va convertir en habitual a mesura que va créixer en popularitat.A la pel·lícula de deu minuts, un director de càsting diu una jove actriu que porti un banyador durant una audició, l'espia d'una manera voyeurística mentre es despulla en una habitació diferent, i entra a l'habitació per demanar-li sexe. L'actriu rebutja inicialment les seves insinuacions amb fàstic, però torna al director després de rebre els consells d'un llibre titulat Com esdevenir una estrella de cinema. Realitza una felació i coit vaginal a canvi d'un paper a la seva pel·lícula; aquest últim té lloc en un sofà.  The Casting Couch  conclou amb un intertítol que diu: "L'única manera de convertir-se en estrella és posar-te sota del director i fes-te camí". Zimmer va acreditar la pel·lícula que va popularitzar el terme casting couch.
Els webs de pornografia van utilitzar l'escenari del càsting de sofà, començant amb Backroom Casting Couch el 2007. Del 2009 al 2020, ls productora pornogràfica GirlsDoPorn va produir centenars de vídeos pornogràfics de càsting de sofà principalment presentant dones de 18 a 22 anys que no havien aparegut d'una altra manera a la pornografia. Les dones gravades van ser manipulades, coaccionades, mentides, se'ls va subministrar marihuana o altres drogues o foren forçades físicament a mantenir relacions sexuals, segons els relats de les víctimes i el material d'una demanda contra l'empresa. El novembre de 2019, sis persones implicades al lloc web van ser acusades de tràfic sexual per força, frau i coacció. Els vídeos oficials de l'empresa es van veure més de mil milions de vegades, inclòs un servei de subscripció de pagament al seu lloc web, i s'estima que 680 milions de visualitzacions al lloc Pornhub, on el canaloficial estava entre els 20 més vistos del lloc. Les còpies pirates dels vídeos també es van veure centenars de milions de vegades. Segons una demanda, els vídeos encara es podrien trobar als llocs web de pornografia convencionals com a mínim fins al desembre de 2020. L'any 2020, vint-i-dues dones van rebre una indemnització acumulada de 12,75 milions de dòlars com a resultat d'una demanda que al·legava que a les dones que van filmar per al lloc web les van mentir durant tot el procés.